# Bjarne Henriksen
 Der er flere personer med dette navn, se Bjarne Henriksen (flertydig).
Bjarne Henriksen (født 18. januar 1959 i Såderup i Kullerup sogn på Østfyn) er en dansk skuespiller. Af teatre har han bl.a. været ansat på Jomfru Ane Teatret og Svalegangen. Han har spillet biroller i en lang række danske film fra sidste halvdel af 1990'erne og ind i det nye årtusinde bl.a. De største helte, Festen, Pizza King, Dybt vand, Kinamand og Af banen!.
Henriksen har spillet med i to film af Jonas Elmer, nemlig Let's Get Lost og Monas verden.
Han spillede titelrollen i Danmarks Radios miniserie Edderkoppen, instrueret af Ole Christian Madsen samt spillede rollen som kok i TV2-serien Hotellet.
I 2006 spillede Bjarne Henriksen med i Pudemanden på Husets Teater.
Bjarne Henriksen spillede desuden den selvstændige flyttemand Theis Birk-Larsen, faderen til den myrdede Nana Birk-Larsen i DR-Dramas TV-serie Forbrydelsen, som blev sendt i 2007.

## Filmografi

### Film
| År   | Titel                  | Rolle                | Noter |
| ---- | ---------------------- | -------------------- | ----- |
| 1996 | De største helte       |                      |       |
| 1997 | Let's Get Lost         |                      |       |
| 1998 | Festen                 | Kim                  |       |
| 1999 | Pizza King             |                      |       |
| 1999 | Dybt vand              |                      |       |
| 2001 | Monas verden           |                      |       |
| 2002 | Kinamand               |                      |       |
| 2003 | Møgunger               |                      |       |
| 2005 | Af banen               |                      |       |
| 2006 | Lotto                  |                      |       |
| 2007 | Kunsten at græde i kor |                      |       |
| 2008 | Den du frygter         | Kenneth              |       |
| 2010 | Hold om mig            |                      |       |
| 2012 | Jagten                 | Ole                  |       |
| 2012 | Hemmeligheden          | Flejnert             |       |
| 2012 | Hvidsten Gruppen       | Albert Carlo Iversen |       |
| 2013 | TAROK                  | Karl Laursen         |       |
| 2014 | Get Santa              |                      |       |
| 2017 | Gælden                 | Henning              |       |
| 2018 | Wonderful Copenhagen   |                      |       |
| 2019 | Kursk                  | Russisk flådekaptajn |       |

### TV-serier
| År        | Titel                         | Rolle                 | Noter                                                                       |
| --------- | ----------------------------- | --------------------- | --------------------------------------------------------------------------- |
| 1997-1998 | TAXA                          |                       | Fire afsnit                                                                 |
| 2000      | Edderkoppen                   |                       | Seks afsnit                                                                 |
| 2000-2002 | Hotellet                      |                       | 31 afsnit                                                                   |
| 2003-2004 | Rejseholdet                   |                       | To afsnit                                                                   |
| 2007      | Forbrydelsen                  |                       | 20 afsnit                                                                   |
| 2009      | Mørk & Jul                    |                       | Otte afsnit                                                                 |
| 2009-2010 | Blekingegade                  |                       | Fem afsnit                                                                  |
| 2010-2013 | Borgen                        |                       | 15 afsnit                                                                   |
| 2011      | Lykke                         | Marius Jensen         | Fem afsnit                                                                  |
| 2011      | Pressa                        |                       | Seks afsnit                                                                 |
| 2013      | Moving On                     |                       |                                                                             |
| 2015      | Fanget – en morder iblandt os |                       | Ti afsnit                                                                   |
| 2013-2018 | Badehotellet                  | Otto Frigh            | 31 afsnit                                                                   |
| 2018      | Theo & Den Magiske Talisman   | Harald                | Julekalender                                                                |
| 2019-2023 | Minkavlerne                   | Jens-Peter            |                                                                             |
| 2020      | Ulven kommer                  | Lars Madsen           | Otte afsnit. Vand Robert-prisen for årets mandige hovedrolle i en tv-serie. |
| 2023      | Huset                         | Torsten               |                                                                             |
| 2025      | Slave af Danmark              | Heinrich Schimmelmann | Fire afsnit                                                                 |